# Anton Reitzl
Anton Reitzl (* 3. Juni 1915 in Wien; † 12. Februar 1994 in Waterloo) war ein österreichischer Politiker (ÖVP) und Malermeister. Reitzl vertrat die ÖVP zwischen dem 5. November 1949 und dem 10. November 1954 im Landtag.